# 芭芭拉·安德森 (演员)
芭芭拉·安德森（英語：Barbara Anderson，1945年11月27日—），美国女演员。曾获得黄金时段艾美奖戏剧类电视系列剧最佳女配角。